# 夏慤道
夏慤道，亦寫作夏愨道，是香港中西區一條主要幹線，位於香港島金鐘，在新填海前部分是（添馬艦）沿岸，連接灣仔告士打道及中環諾道中。全線為三線雙程分隔道路，設有香港首條高架立體交叉行車天橋。

## 歷史

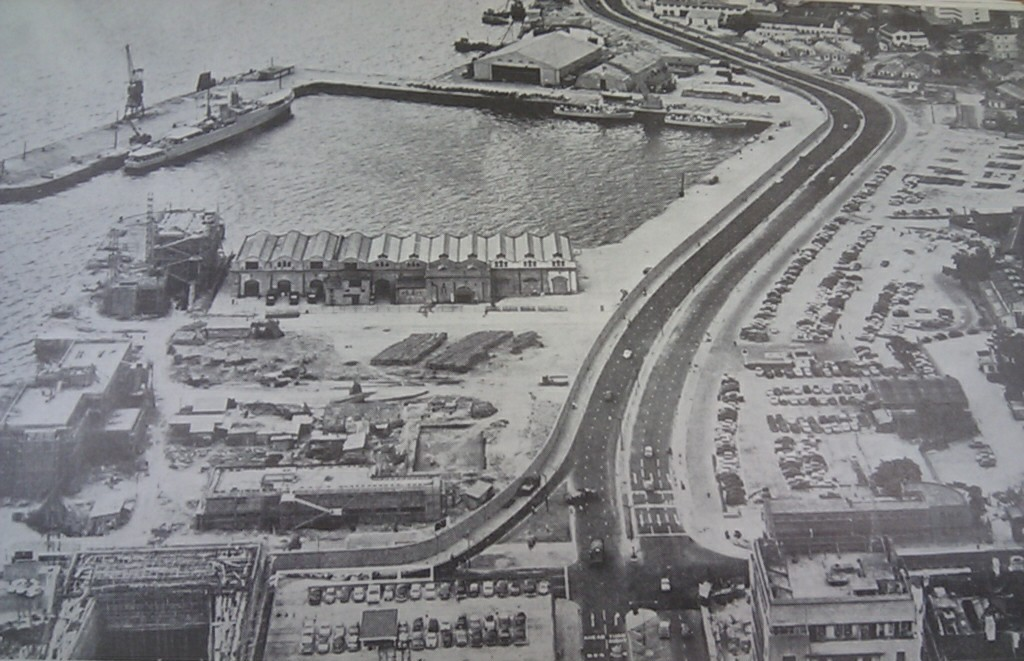
1961年夏慤道，左方為英國海軍船塢

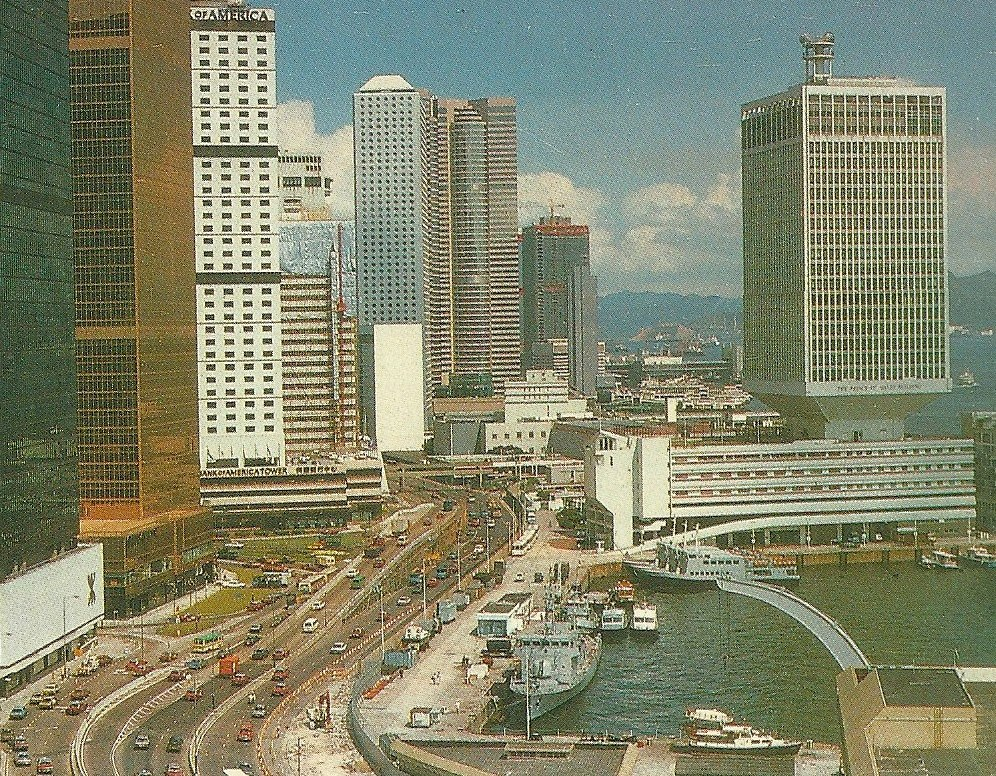
1987年向中環拍攝的夏慤道，可見當年在夏慤道的北面就是添馬艦海軍基地，沿夏慤道而建的港池停泊有駐港英軍的艦艇

第二次世界大戰之前，灣仔告士打道和中環干諾道中被英國皇家海軍的船塢分隔開，來往兩地的車輛需繞道金鐘道，頗為不便。1950年代，香港政府於英國海軍船塢對出海面填海，即原本英國軍艦添馬艦停泊之處。1959年11月，船塢遷至填海地段後，原有地段就開闢成新路，於1961年落成通車。
夏慤道通車初期經常發生交通意外，在1962年某六個月曾發生十三宗車禍，肇因皆為車輛駛經彎位時速度過快，故當局在1962年8月13日起於夏慤道豎設車速限制路牌，限制車輛駛經彎位時車速不得超過時速35英里（約時速55公里），為香港第一條設有車速限制的道路。
夏慤道曾經是4號幹線的一部份，該部份在中環灣仔繞道於2019年通車後取代。

## 名稱
夏慤道是以於第二次世界大戰後率領英軍艦隊從日本接收返回香港的海軍少將夏慤（“慤”音“慤”，H. J. Harcourt）而命名。當中的「慤」字型結構為上「殼」下「心」，亦有不少人使用其異體字「愨」，即「夏愨道」。

## 夏慤道天橋
夏慤道天橋是香港島首條高架行車天橋。

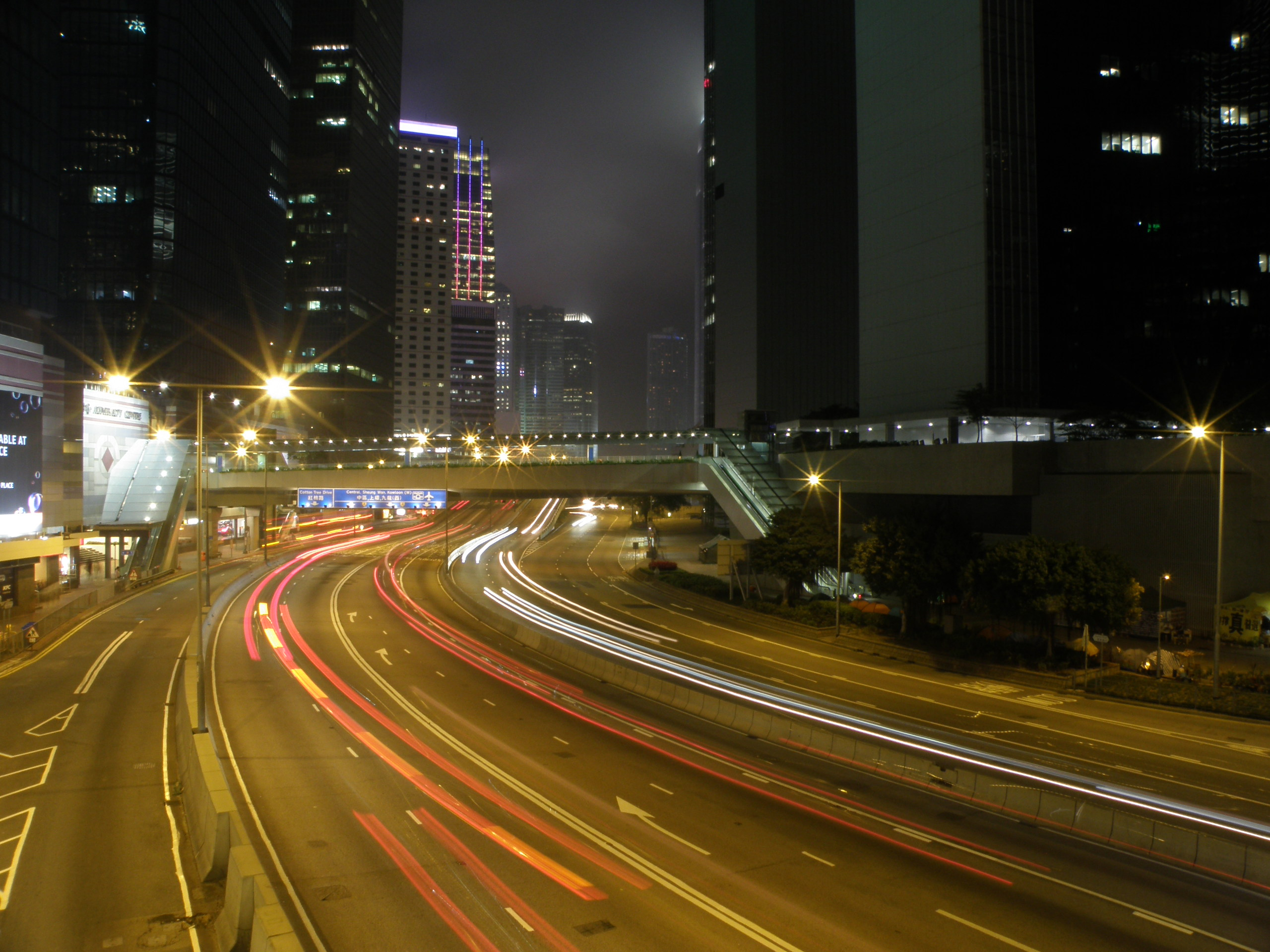
夏慤道西段夜景

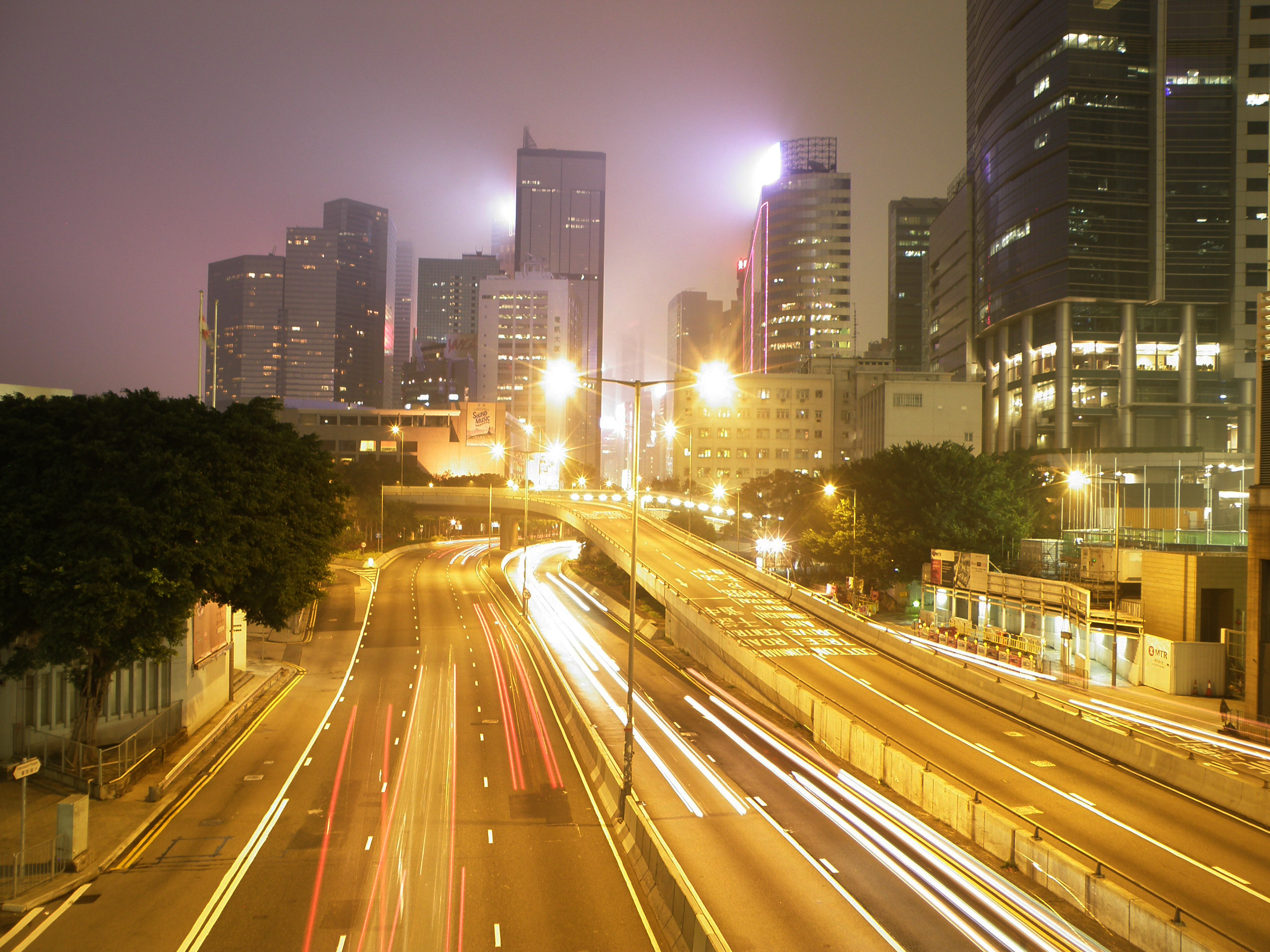
夏慤道東段夜景

為疏導皇后大道東與花園道交界一帶的交通樽頸，當局在1964年中落實「花園道交通總匯計劃」，修建與花園道平行的木棉道（後改稱紅棉路），並同時在夏慤道西行綫修築行車天橋，供非轉入木棉道的西行車輛使用。該天橋於1964年10月動工，並在1966年3月落成，4月19日上午十時正式通車。該橋三合土橋躉12個，全長960呎，路面闊24呎，設兩條西行行車線，橋頂更設有巴士站，為當時全港首創。
隨著中環和金鐘一帶不斷發展，路面交通已無從負荷，殖民地政府為解決日益擠塞的交通，在1984年實行「干諾道改善工程計劃」，興建畢打街隧道及林士街天橋，並決定將只設西行的夏慤道天橋重建為雙程橋，以營造無交通燈阻隔的主幹道路，連接港島東西兩端，路政署於1986年9月8日將畢打街隧道與夏慤道天橋重建工程的建造合約批予基利（香港）有限公司，該合約價值港幣1億9700萬元；重建工程隨即展開。新橋分兩期興建，東西行雙程行車（兩條東行綫及三條西行綫），其中西行線及通往紅棉路的分支橋首先在1988年5月8日通車，由於東行線需佔用原有橋面，並涉及遷移橋頂巴士站（新增車站設於夏慤道地面海富中心外的西行線），須延至1989年10月落成，11月13日全線通車，行車天橋橫跨海富中心與香港大會堂之間的一段夏慤道，下層設有交匯處，連接金鐘及半山區。

## 交匯道路

### 夏慤道
- 告士打道
- 分域碼頭街
- 夏愨道天橋
- 演藝道
- 分域碼頭街天橋
- 添美道
- 樂禮街
- 添馬街
- 添華道
- 紅棉路
- 美利道
- 愛丁堡廣場
- 夏愨道天橋
- 干諾道中

### 夏愨道天橋
- 夏慤道
- 紅棉路
- 夏慤道

## 事件

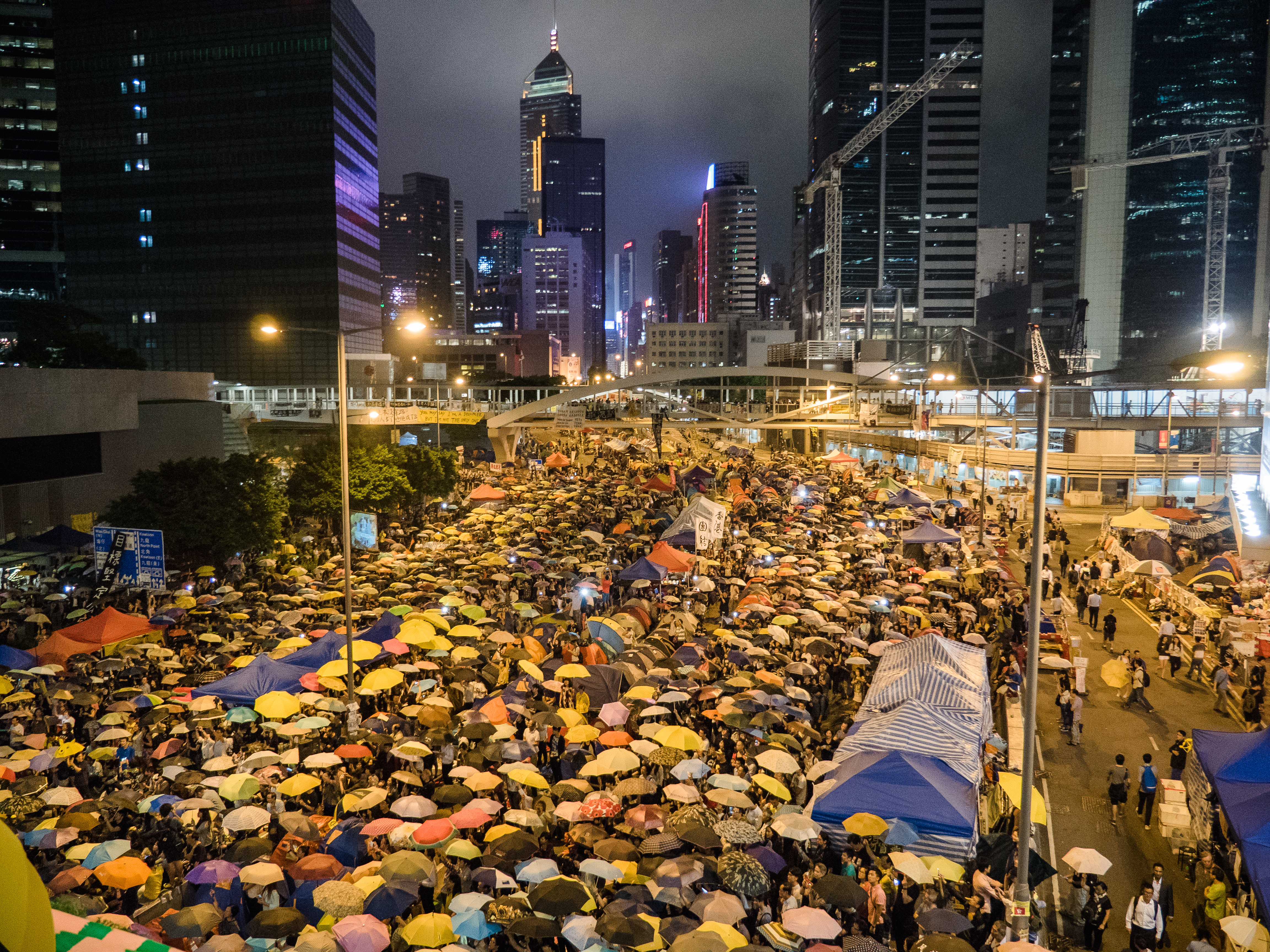
2014年10月28日，距離9.28催淚彈驅散行動一個月，示威者繼續佔領夏慤道近海富天橋一帶

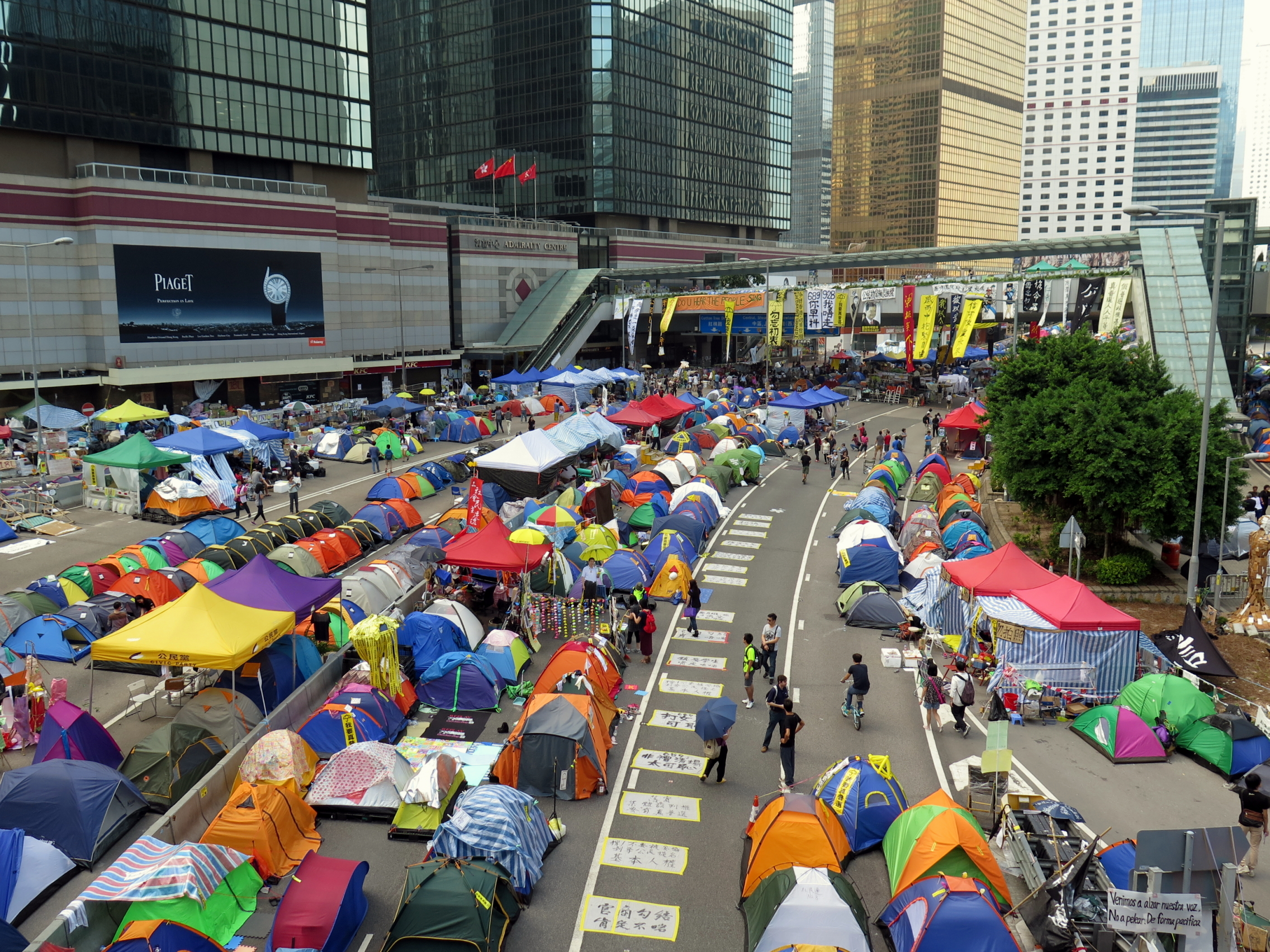
夏慤村（2014年11月）

夏慤道十分接近香港特別行政區政府總部、立法會綜合大樓和行政長官辦公室，使得馬路經常成為抗議者佔據、欲對政府表達不滿的場所。
2014年9月28日至12月15日，香港發生雨傘運動，其中夏慤道被示威者佔領逾2個月，成為雨傘運動佔領區的金鐘佔領區的主要地段。
2019年反對逃犯條例修訂草案運動期間，夏慤道頻繁地被佔領，包括6月12日、6月16日至17日、6月21日、7月1日、7月21日、8月5日、8月18日、8月31日、9月15日、9月29日、10月1日及10月4日期間。

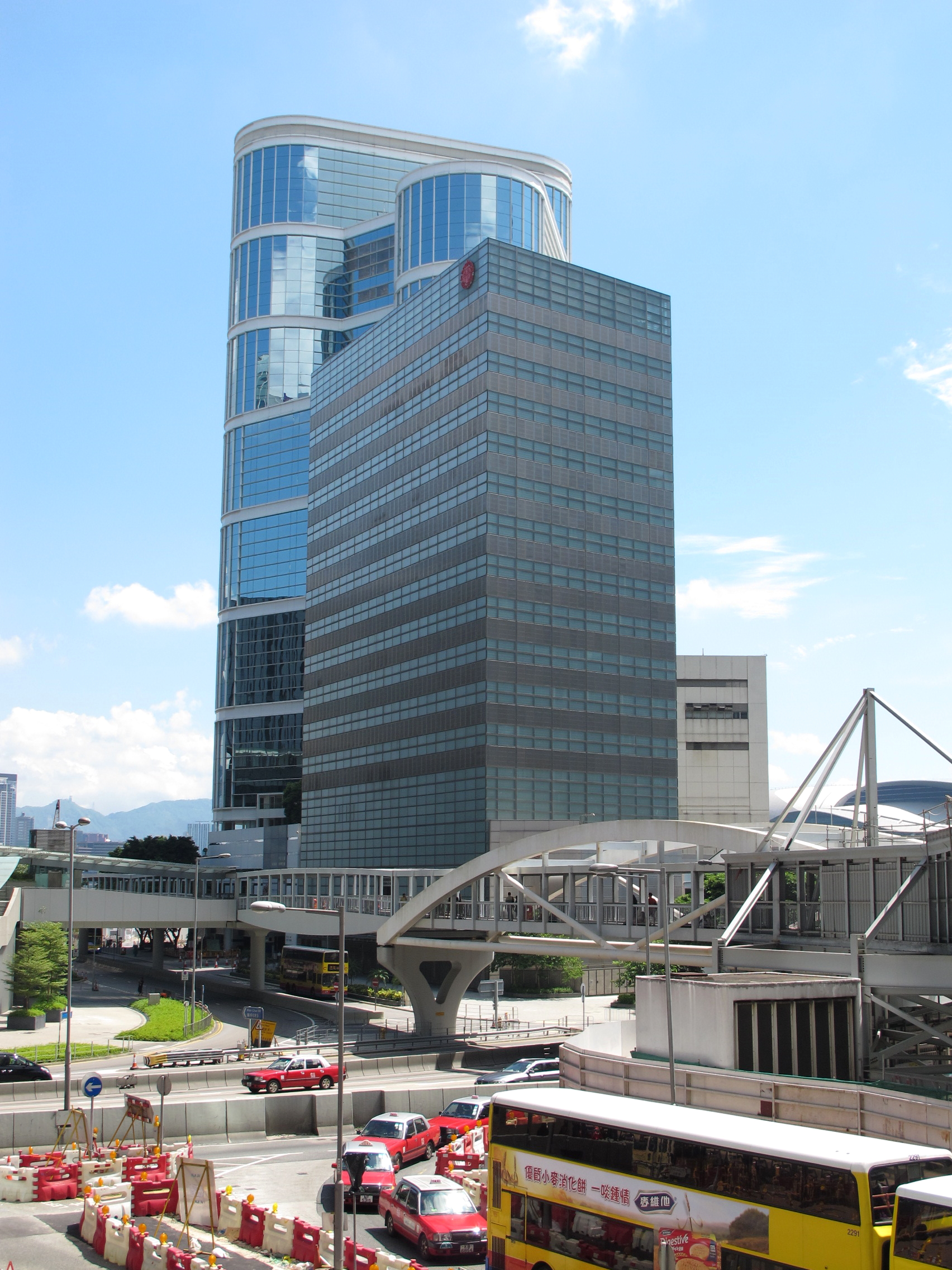
香港電燈金鐘夏慤道電力站大廈
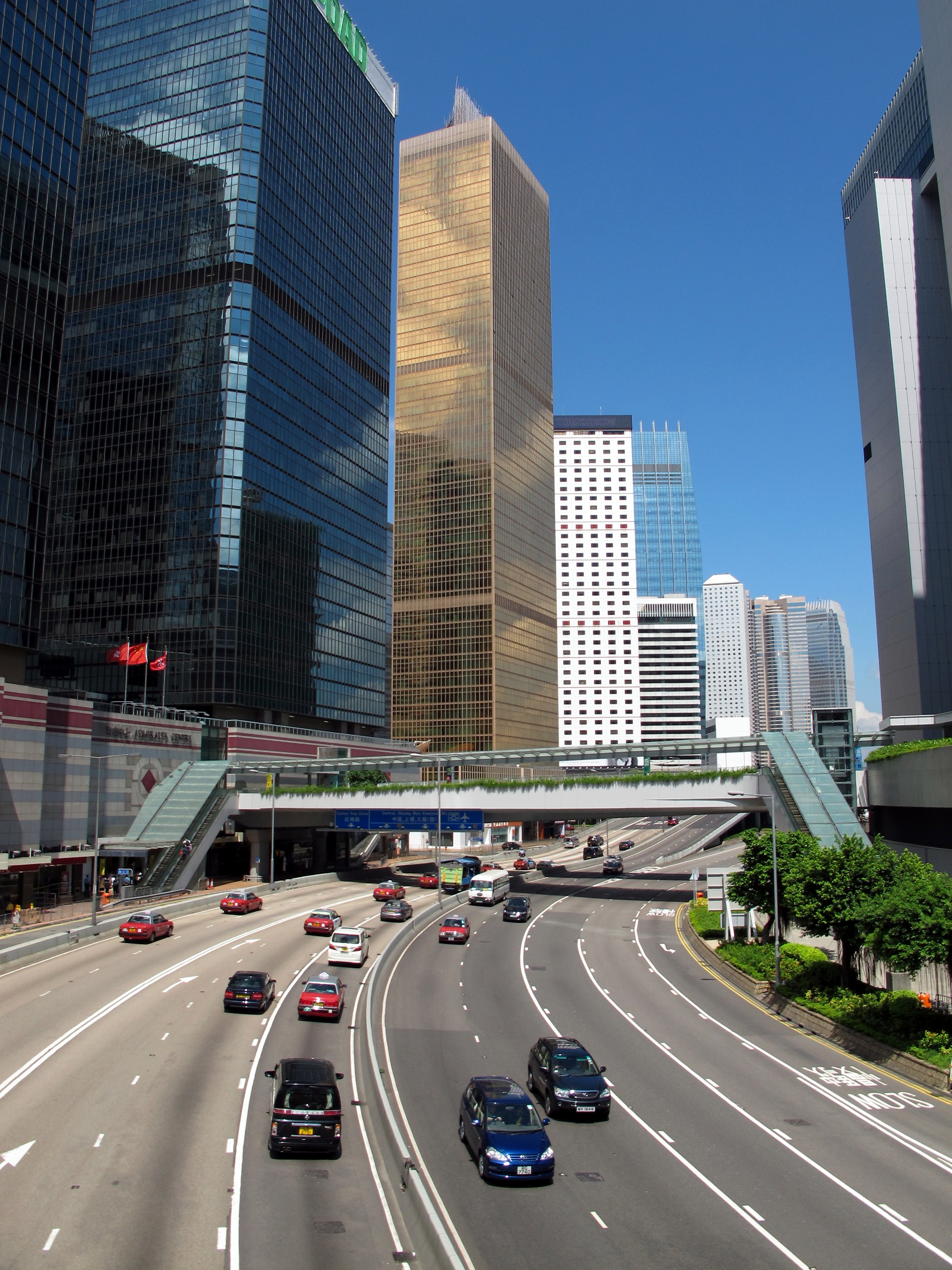
夏慤道沿路都是甲級商業寫字樓
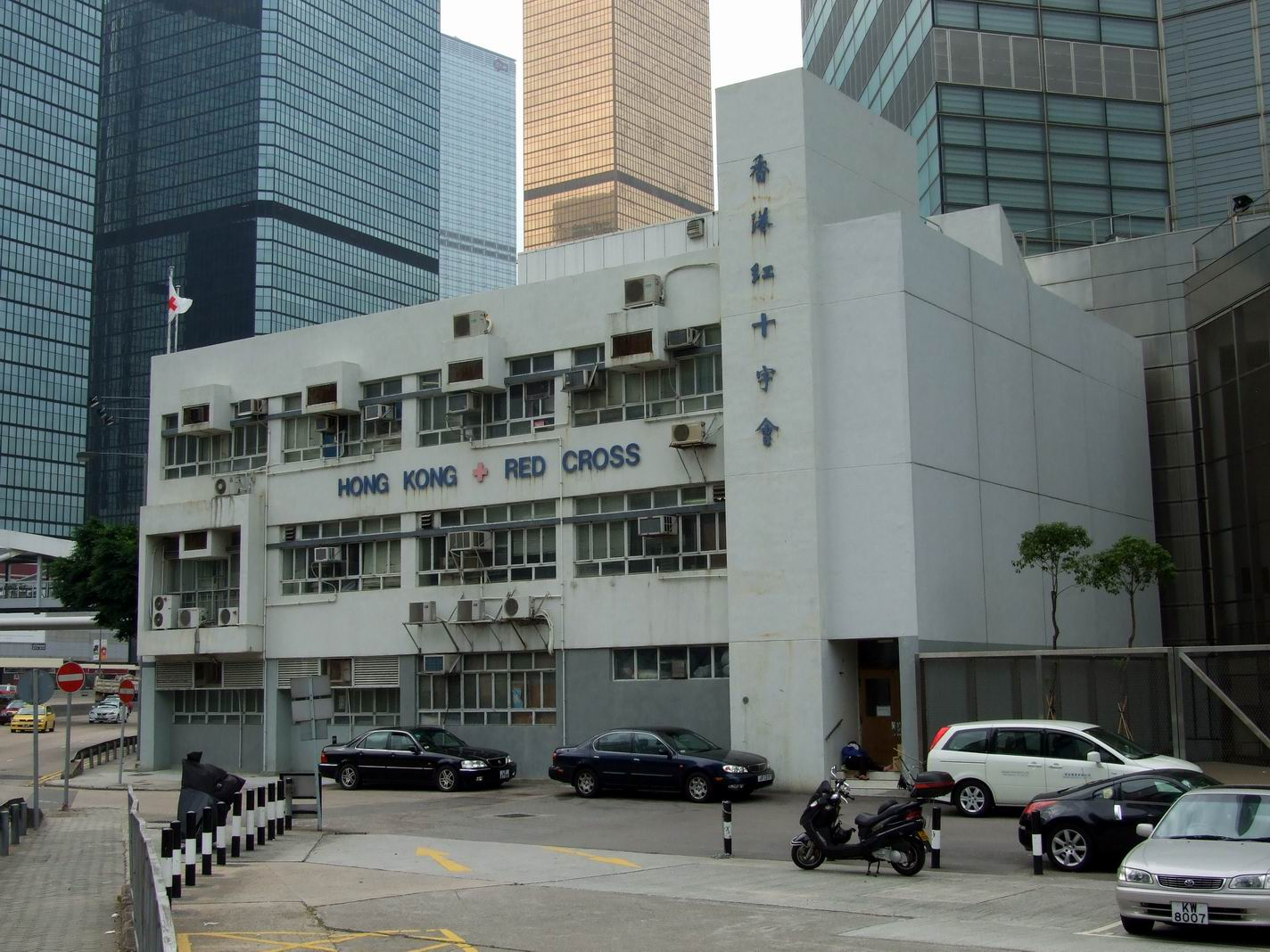
香港紅十字會總辦事處
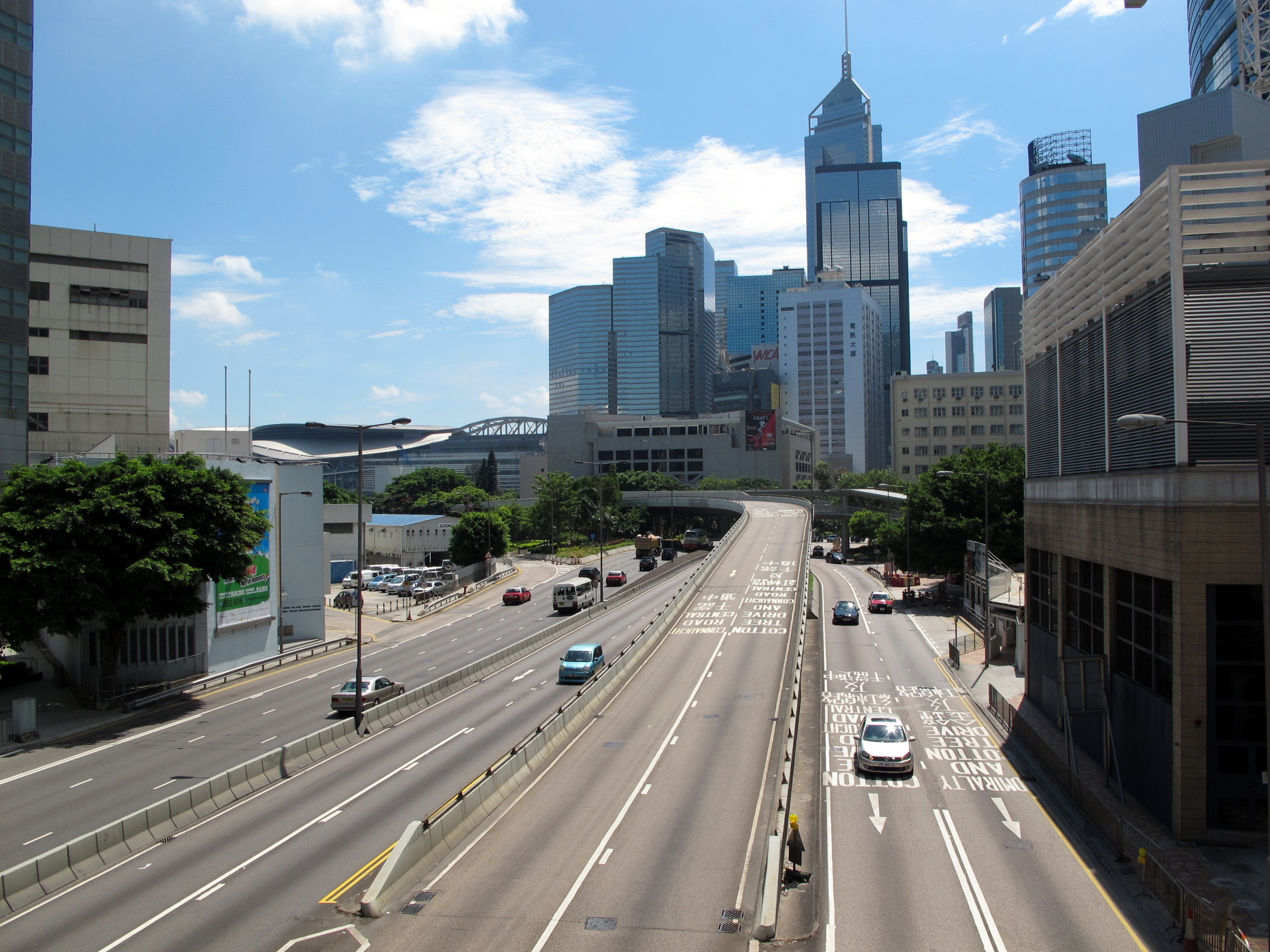
分域碼頭街通往夏慤道之行車天橋
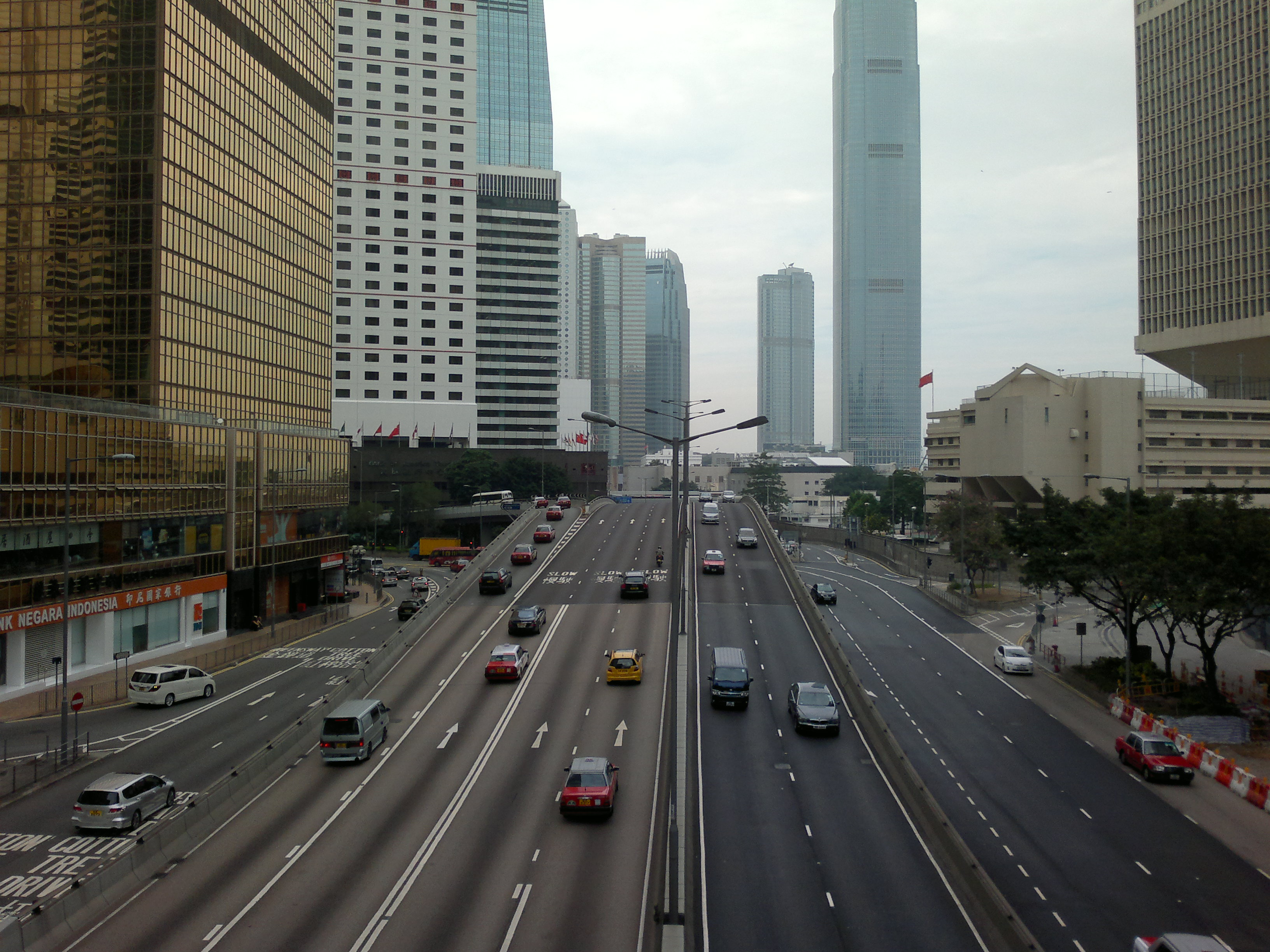
夏慤道通往干諾道中之行車天橋

## 鄰近
- 前香港紅十字會總辦事處
- 金鐘站/夏慤花園
- 添美道/政府總部
- 龍匯道/立法會綜合大樓
- 海富中心
- 遠東金融中心
- 美國銀行中心
- 和記大廈
- 中國人民解放軍駐香港部隊大廈

## 外部連結
维基共享资源上的相關多媒體資源：夏慤道